# NGC 38
NGC 38 je galaksija u zviježđu Ribe.

## Vanjske poveznice
- SEDS: NGC 0038